# Terremoto de Tenerife de 1989
El terremoto de Tenerife de 1989 fue registrado el 9 de mayo de ese año a las 2:30 hora local GMT. Tuvo una magnitud de 5,3 grados teniendo su epicentro en el mar, a 15 kilómetros del litoral de Güímar. Ha sido hasta la actualidad, el mayor terremoto regristrado en las islas Canarias.
El terremoto no produjo víctimas ni derrumbes de edificios, si bien, sí produjo rotura de cristales, movimientos de muebles en las viviendas, así como potentes ruidos subterráneos, produciendo el pánico generalizado en la población. El sismo fue perceptible en toda la isla de Tenerife (con especial incidencia en la costa este) y en mucha  menor medida en las islas cercanas de La Palma, Gran Canaria, La Gomera y El Hierro.
Tras el terremoto se registraron 14 réplicas en seis horas, con magnitudes comprendidas entre los 2,8 y 2,9 grados en la escala de Richter.
En la actualidad, se sabe que dicho sismo tuvo un origen volcánico y no tectónico, pues Canarias se encuentra en la zona central de la placa africana, y por lo tanto alejada de los bordes de esta. Concretamente, el responsable del terremoto fue el Volcán de Enmedio, un volcán submarino situado entre las islas de Tenerife y Gran Canaria a 2100 metros de profundidad.